# Theo van Eijk
Theodoor (Theo) van Eijk (18 december 1953) is een Nederlands bestuurder en politicus van het CDA. Bij de Provinciale Statenverkiezingen van 2015 werd hij gekozen als lid Provinciale Staten van Noord-Holland. In mei van dat jaar volgde hij Jaap Bond op als fractievoorzitter van het CDA in de Provinciale Staten van Noord-Holland.

## Levensloop
In 1994 werd hij lid van de deelgemeenteraad van de Rotterdamse deelgemeente Hoek van Holland en daarnaast was hij vanaf 1998 lid van het dagelijks bestuur van die deelgemeente. Van 2002 tot 2007 was hij daar deelgemeentevoorzitter. Daarnaast was hij vanaf 2002 parttime adviseur bij organisatieadviesbureau Eijkenduin.

### Politiek
Vanaf september 2007 tot en met 31 december 2010 was hij burgemeester van de Noord-Hollandse gemeente Medemblik. Vanaf 1 januari 2011 was hij waarnemend burgemeester van de nieuwe gemeente Medemblik, die ontstaan is door de fusie van Medemblik met Andijk en Wervershoof. Op 1 juli 2011 werd hij opgevolgd door Frank Streng.
Op 1 januari 2012 fuseerden de gemeenten Anna Paulowna, Niedorp, Wieringen en Wieringermeer tot de gemeente Hollands Kroon. Vanaf die datum was Van Eijk daar waarnemend burgemeester. In september van dat jaar werd hij opgevolgd door Jaap Nawijn.
Per 21 september 2012 is Van Eijk benoemd tot waarnemend burgemeester van Aalsmeer.
 Vanaf juli 2013 was van Eijk anderhalf jaar waarnemend burgemeester van Uitgeest. Van februari tot en met december 2015 was hij waarnemend burgemeester van Montfoort.
In 2015 was hij kort lid van de Provinciale Staten van Noord-Holland en CDA-fractievoorzitter. In 2016 werd hij wethouder in de gemeente Hoorn, als opvolger van Michiel Pijl die burgemeester werd van Drechterland. Deze functie bekleedde hij tot het nieuwe college in 2018 aantrad.
Op 1 juli 2021 heeft de gemeenteraad van Waterland Theo van Eijk benoemd tot wethouder. Hij werd voorgedragen door het CDA in de vacature ontstaan door het vertrek van wethouder Jelle Kaars. Theo van Eijk is verantwoordelijk voor de portefeuilles Ruimtelijke Ordening, Bouw- en woningtoezicht en Onderwijshuisvesting en is daarnaast projectwethouder Galgeriet (woningbouwlocatie ca. 700 woningen). Hij bleef wethouder tot het aantreden van het nieuwe college op 7 juli 2022.